# U-Bahnhof Musiktheater
Der U-Bahnhof Musiktheater ist ein U-Bahnhof nahe dem Musiktheater im Revier in Gelsenkirchen. Er wurde am 29. Mai 1994 eröffnet und verfügt über einen Mittelbahnsteig. Ursprünglich war eine Führung der Linie U 21 der Stadtbahn Rhein-Ruhr von Gelsenkirchen-Buer Nord über Buer Rathaus, Erle, Ruhr-Zoo, Gelsenkirchen Hbf, Wattenscheid, Höntrop und die Bochumer Innenstadt nach Bochum-Laer vorgesehen; südlicher Endpunkt ist nunmehr vor dem Bahnhof Bochum-Langendreer. Heute wird er von der Linie 301 im Nahverkehr in Gelsenkirchen bedient. Die Kunstwerke stammen von Erwin W. Zimmer.

## Bedienung
Im eigentlichen U-Bahnhof Musiktheater verkehrt die Linie 301 der Bogestra in Richtung Gelsenkirchen Hbf beziehungsweise Gelsenkirchen-Horst.
| Linie | Verlauf | Takt (Mo–Fr) |
| ----- | --- | ------------ |
| 301   | Gelsenkirchen-Horst Essener Str. – Schloss Horst – Buerer Str. – Gelsenkirchen-Buer Süd Bf – Beckhausen - Buer Rathaus/Kunstmuseum – Erle – ZOOM Erlebniswelt – U Trinenkamp – U Bergwerk Consolidation – U Bismarckstraße – U Leipziger Straße – U Musiktheater – U Heinrich-König-Platz – U Gelsenkirchen Hbf | 7/8 min      |

An der oberirdischen Haltestelle Musiktheater bestehen Anschlüsse zu den Straßenbahnlinien 107 und 302 sowie zu den Buslinien SB 29, SB 36, 340, 380 und 383.
| Linie | Verlauf | Takt (Mo–Fr)                                                  | Betreiber            |
| ----- | --- | ------------------------------------------------------------- | -------------------- |
| 107   | Kulturlinie 107: U Gelsenkirchen Hbf – U Heinrich-König-Platz – Gelsenkirchen Musiktheater – Gelsenkirchen-Feldmark – Essen-Katernberg – Zollverein Nord Bf – Abzw. Katernberg – Zollverein – Stoppenberg – U Viehofer Platz – U Rathaus Essen – U Essen Hbf | 20 min                                                        | Ruhrbahn / Bogestra  |
| 302   | Gelsenkirchen-Buer Rathaus – Gelsenkirchen, Veltins-Arena – Gelsenkirchen-Schalke – Musiktheater – U Heinrich-König-Platz – U Gelsenkirchen Hbf – Gelsenkirchen-Ückendorf – Bochum-Wattenscheid, August-Bebel-Platz – Stahlhausen Wattenscheider Str. – U Bochumer Verein/Jahrhunderthalle – U Rathaus (Süd) – U Bochum Hbf – U Lohring – Altenbochum Kirche – Bochum-Laer Mitte – (Mark 51° 7 – Langendreer Markt – Langendreer ) / O-Werk | 7/8 min (Buer–Laer) 15 min (Laer–Langendreer und Laer–O-Werk) | Bogestra             |
| SB29  | Bottrop ZOB Berliner Platz – Bottrop Hbf – Gelsenkirchen Musiktheater – Gelsenkirchen Hbf | 60 min                                                        | DB Rheinlandbus      |
| SB36  | Gelsenkirchen Hbf – Musiktheater – Schloß Horst – Gelsenkirchen-Horst, Buerer Str. – Gladbeck-Rosenhügel Hunsrückstr. – Brauck – Butendorf – Gladbeck Oberhof – Gladbeck Goetheplatz – Gladbeck West Bf – Rentfort – Bottrop-Kirchhellen (abends sowie sonn- und feiertags nur zwischen Schloß Horst und Bottrop-Kirchhellen) | 20 min                                                        | Bogestra / Vestische |
| 340   | Gelsenkirchen-Rotthausen Landschede – Musiktheater – Bulmke-Hüllen – Herne-Röhlinghausen – Herne-Wanne Bickernstr. – Wanne-Eickel Hbf – Holsterhausen | 20 min                                                        | Bogestra             |
| 380   | Gelsenkirchen-Buer Rathaus – Gelsenkirchen-Schalke – Schalker Meile – Musiktheater – Gelsenkirchen Hbf | 20 min                                                        | Bogestra             |
| 383   | Gelsenkirchen-Horst, Buerer Str. – Horst, Nordsternpark – Heßler – Musiktheater – Gelsenkirchen Hbf – Ückendorf – Bochum-Günnigfeld / GE-Bulmke-Hüllen, Neuhüller Str. | 10/20 min                                                     | Bogestra             |